# Serkendorf
Serkendorf ist ein Gemeindeteil der oberfränkischen Stadt Bad Staffelstein im Landkreis Lichtenfels.

## Geographie
Serkendorf liegt etwa sieben Kilometer östlich von Bad Staffelstein im Döbertengrund, der vom wasserreichen Döbertenbach in Richtung Westen durchflossen wird. Die Kreisstraße LIF 16 quert den Ort. Den Dorfbrunnen speist die Hopfenquelle.

## Geschichte
Serkendorf wurde 1256 erstmals erwähnt, als der Bamberger Bischof Heinrich I. von Bilversheim beurkundete, dass Ramung und Friedrich von Plassenberg unter anderem „uillam in Sirkendorf“ und Güter in Stublang dem  Kloster Langheim gegen anderweitigen Ersatz für den Bischof überlassen haben.
1801 gehörte die Zent dem Lichtenfelser Amt des Bamberger Fürstbischofs, die Dorf-, Gemeinde-, Lehen- und Vogteiherrschaft dem Kloster Langheim. Die Einwohner waren nach Uetzing gepfarrt. Der Ort hatte ein Gemeindehaus mit einer Schmiede, ein Hirtenhaus, 14 Häuser mit Stadeln, und eine Mühle mit zwei Gängen und einem Stadel.
1862 erfolgte die Eingliederung der Landgemeinde bestehend aus dem Dorf Serkendorf und den Weilern Gößmitz und Weisbrem in das neu geschaffene bayerische Bezirksamt Staffelstein. 1871 hatte das Dorf Serkendorf 72 Einwohner und 43 Gebäude. Die katholische Schule und Kirche befanden sich im 2,5 Kilometer entfernten Uetzing. 1900 umfasste die Landgemeinde Serkendorf eine Fläche von 656,67 Hektar, 177 Einwohner, von denen 176 katholisch waren, und 33 Wohngebäude. 63 Personen lebten in Serkendorf in 14 Wohngebäuden. 1925 lebten 51 Personen in 13 Wohngebäuden, 1950 waren es 86 Einwohner und 13 Wohngebäude, die zuständige evangelische Pfarrei befand sich in Staffelstein. Im Jahr 1970 zählte der Ort 61 Einwohner und 1987 59 Einwohner sowie 14 Wohngebäude.
Am 1. Juli 1972 wurde der Landkreis Staffelstein aufgelöst und Serkendorf in den Landkreis Lichtenfels eingegliedert. Am 1. Januar 1978 folgte die Eingemeindung nach Staffelstein.

## Sehenswürdigkeiten
In der Bayerischen Denkmalliste sind für Serkendorf acht Baudenkmäler aufgeführt.
Die katholische Kapelle St. Maria, ein verputzter Satteldachbau mit einem Dachreiter, wurde 1927 in neubarocken Formen nach Plänen des Bamberger Architekten Lutz gebaut. 1989 wurde eine Sakristei angebaut und ein elektrisches Geläut eingerichtet.
Die ehemalige Klostermühle wurde 1530 im Urbar von Kloster Langheim erwähnt. Das Walmdachgebäude mit einem Fachwerkobergeschoss wird auf das Jahr 1720 datiert und ist als Mühlenbäckerei in Betrieb.